# Parafairmairia gracilis
Parafairmairia gracilis är en insektsart som beskrevs av Green 1916. Parafairmairia gracilis ingår i släktet Parafairmairia och familjen skålsköldlöss. Arten är reproducerande i Sverige. Inga underarter finns listade i Catalogue of Life.